# 신안서원
신안서원(新安書院)은 대한민국 전북특별자치도 임실군에 있는 조선시대의 교육기관이다. 1984년 4월 1일 전라북도의 문화재자료 제22호로 지정되었다.

## 개요
신안서원은 임실읍 신안리 금동 마을에 위치한 서원으로 1669년에 건립된 것으로 1730년 󰡔운수지󰡕에는 신안사(新安祠)라는 단어가 나오지만 서원(書院) 조에는 학정서원(鶴亭書院)만 기록되어 있고, 1675년 󰡔운수지󰡕에는 아예 신안사가 거론되지 않는다.
1588년 신재 한호겸을 모시는 개인 사당으로 시작한 신안사(新安祠)는 1669년에 복설된 이후 신재(新齋) 한호겸(韓好謙)을 배향하였다. 이후 1788년(정조 12)에 사림들의 결의에 따라 돈학(遯壑) 송경원(宋慶元), 만회당(晩晦堂) 한필성(韓必聖), 홍운정(鴻雲亭) 한명유(韓鳴愈), 거묵당(距墨堂) 송시웅(宋時熊)을 추가로 배향했다. 순조 19년(1819~1820)년간에 순창의 무이서원(武夷書院)의 예에 따라 주자의 영정을 봉안하기로 하고 함평 자양서원에서 주자의 영정을 모사해 봉안했다. 같은 해 신안서원으로 이름을 바꿨다. 1852년에는 문간공 당옹(戇翁) 이서(李舒)을 배향했고, 1860년에는 문정공(文正公) 계산(溪山) 김수근(金洙根)을 추가로 배향했다. 1958년 신안서원을 복설한 후 1968년 중건 시 무명재(無名齋) 강백진(康伯珍)를 추가로 배향했다. 현재 주자를 비롯해 총 9명을 배향하고 있다. 1872년 <임실현읍총>에 신안서원의 사당은 오현사(五賢祠)라 하여 송경원을 주향으로 하고, 한호겸, 한필성, 한명유, 송시웅을 연향으로 해 5명을 모시고 있다고 기록되어 있다.
서원에는 사당, 강당, 동재, 신문, 고사, 창고, 대문 등의 건물이 있다. 사당은 앞면 3칸·옆면 2칸 규모이며, 지붕은 팔작지붕이다. 강당은 앞면 4칸·옆면 2칸 규모로 지붕은 팔작지붕이다. 동재의 규모는 앞면 3칸·옆면 2칸으로, 지붕은 맞배지붕으로 되어 있다.

## 참고 자료
- 신안서원 - 국가유산청 국가유산포털